# Vulkáni köszöntés

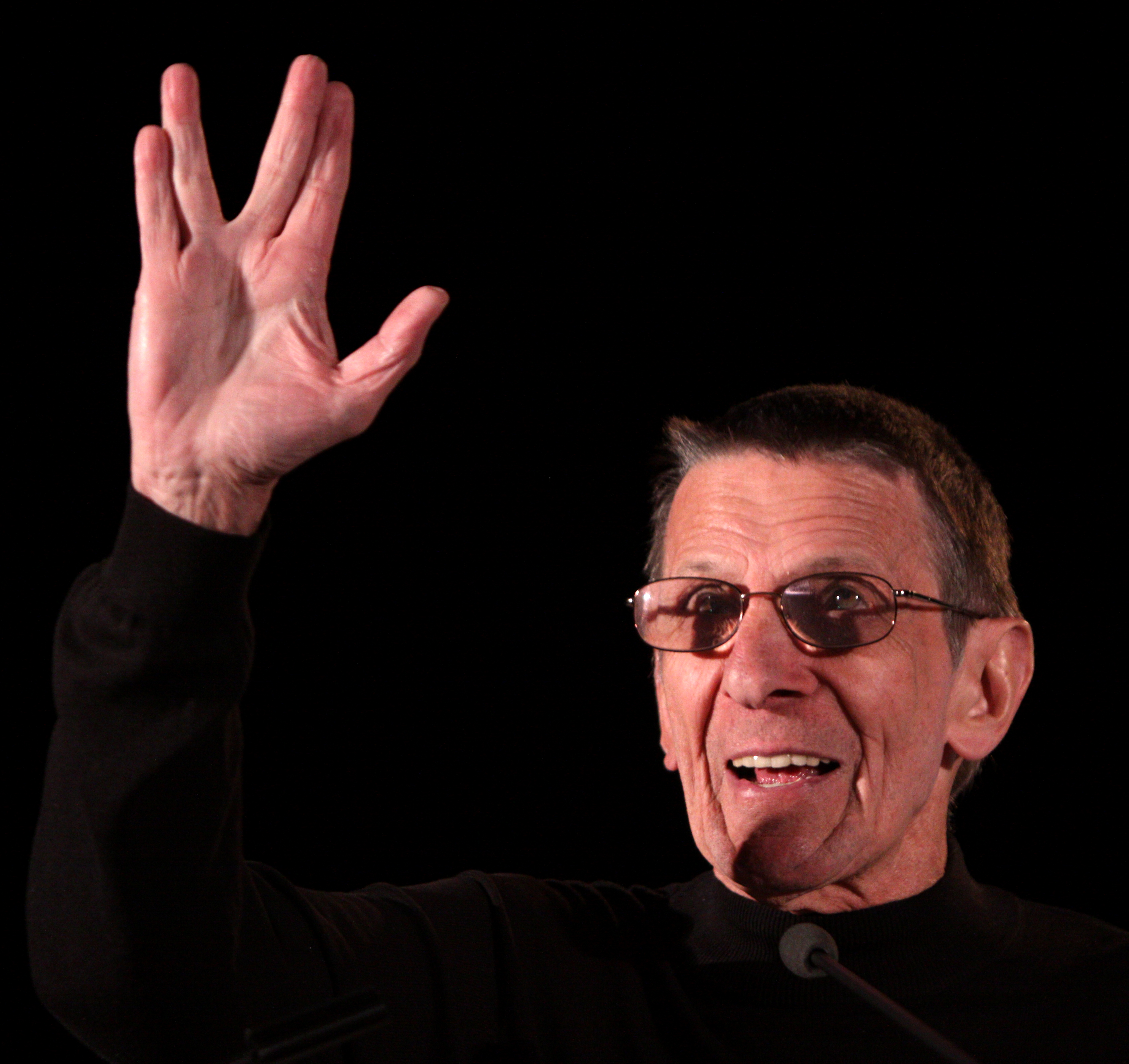
Leonard Nimoy bemutatja a vulkáni köszöntést

A vulkáni köszöntés egy kézmozdulat, amely az 1960-as évekbeli Star Trek televíziós sorozatból származik. Felemelt kézzel a tenyér előre mutat, a hüvelykujj eláll, és az ujjak szétnyílnak a gyűrűsujj és a középső ujj között. A kézjellel együtt rendszerint a "Hosszú és eredményes életet!" üdvözlés is elhangzik.

## Története
A vulkáni "köszöntést" Leonard Nimoy eszelte ki, aki az eredeti Star Trek televíziós sorozatban egy félvulkáni karaktert Mr. Spockot alakította. Az 1968-as New York Times interjúban a gesztust "Churchill győzelmi jelének kétujjas változata"-ként írta le. Nimoy az interjúban elmondta, hogy "úgy döntött, hogy a vulkániak" kézorientált "nép".
A köszöntés először 1967-ben jelent meg a Star Trek második évadának nyitó epizódjában, az "Amok idő"-ben. Többek között a gesztusról elterjedt, hogy egyes emberek számára nehéz bemutatni. A sorozat szereplői állítólag a másik kezükkel az ujjaikat "beállították", mielőtt felemelték őket. Ez a nehézség az egyének kézügyességének eltéréseiből adódhat. Ezt parodizálják a Star Trek: Első kapcsolatfelvétel című filmben, amikor Zefram Cochrane az emberi történelem során először találkozik egy vulkániakkal, nem tudja viszonozni a gesztust, ehelyett megrázza a vulkáni kezét. 

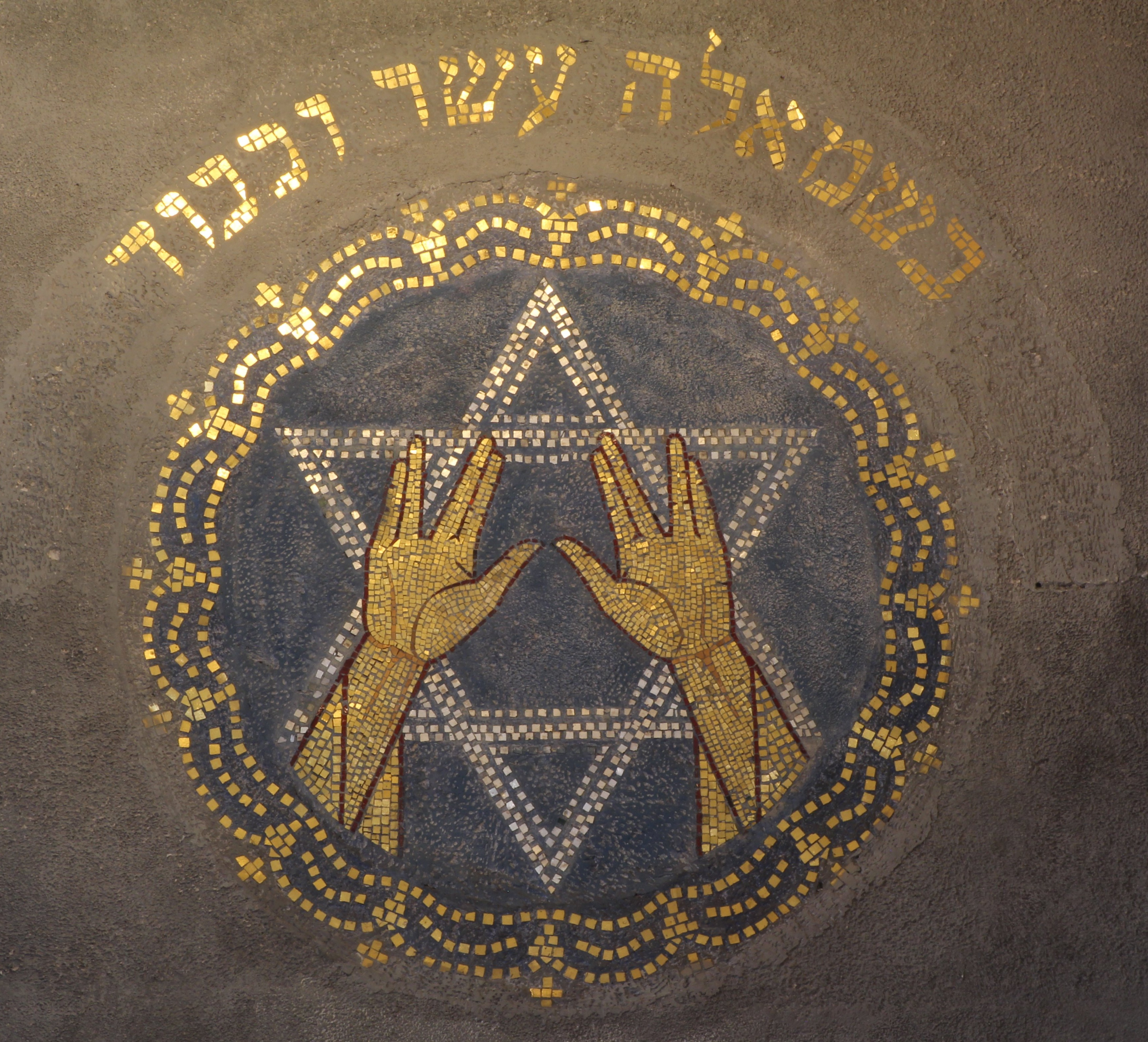
Az áldó gesztus, amely inspirálta a vulkáni köszöntést

Nimoy önéletrajzában, amelyben nem vagyok Spock, azt írta, hogy egy papi áldás alapján jött a kézmozdulat ötlete, amelyet két kézzel mutatott be, úgy, hogy a hüvelykujjai összeértek zsidó Kohanim végez. Ez a héber Shin betűt ábrázolja, amelynek három felfelé mozgó ütése hasonló a a hüvelykujj és az ujjak helyzete a gesztusban. A Shin betű itt El Shaddai -t jelenti, ami azt jelenti: "Mindenható (Isten)", valamint Shekinah és Shalom. Nimoy azt írta, hogy amikor gyerek volt, nagyapja egy ortodox zsinagógába vitte, ahol látta ezt az áldást, és ez megtetszett neki.
Gyakran üdvözölték Nimoyt a Vulcan jellel amely annyira ismertté vált, hogy 2014 júniusában hozzáadták az Unicode szabvány 7. verziójához.
A Fehér Ház Leonard Nimoy haláláról szóló nyilatkozatában hivatkozott a vulkán tisztelgésre, és ezt az „az univerzális jel a élet hosszú és jólétének” nevezte. Másnap a NASA űrhajósa, Terry W. Virts egy, a Nemzetközi Űrállomásról szóló Twitter- hírcsatornájába egy fényképet tett közzé, amelyben kézjel látható (a háttérben a Földdel), amikor az ISS áthaladt Nimoy szülőhelye Boston fölött.

## Galéria

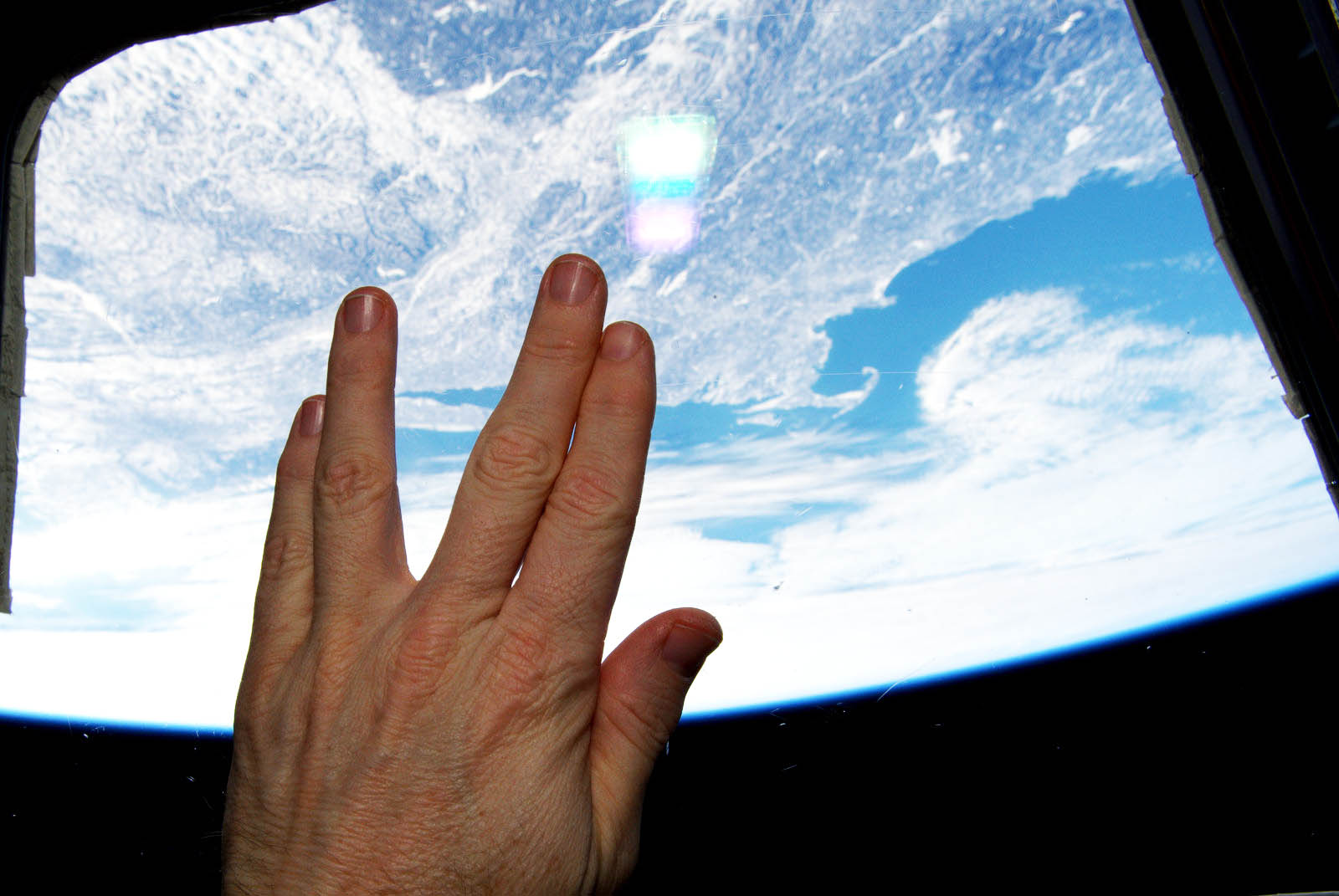
A NASA űrhajósa, Terry W. Virts 2015. február 27-én, röviddel Nimoy halála után, a Nemzetközi Űrállomástól vulkáni tisztelgést mutat be. Nimoy szülővárosa, Boston közvetlenül lent látható.
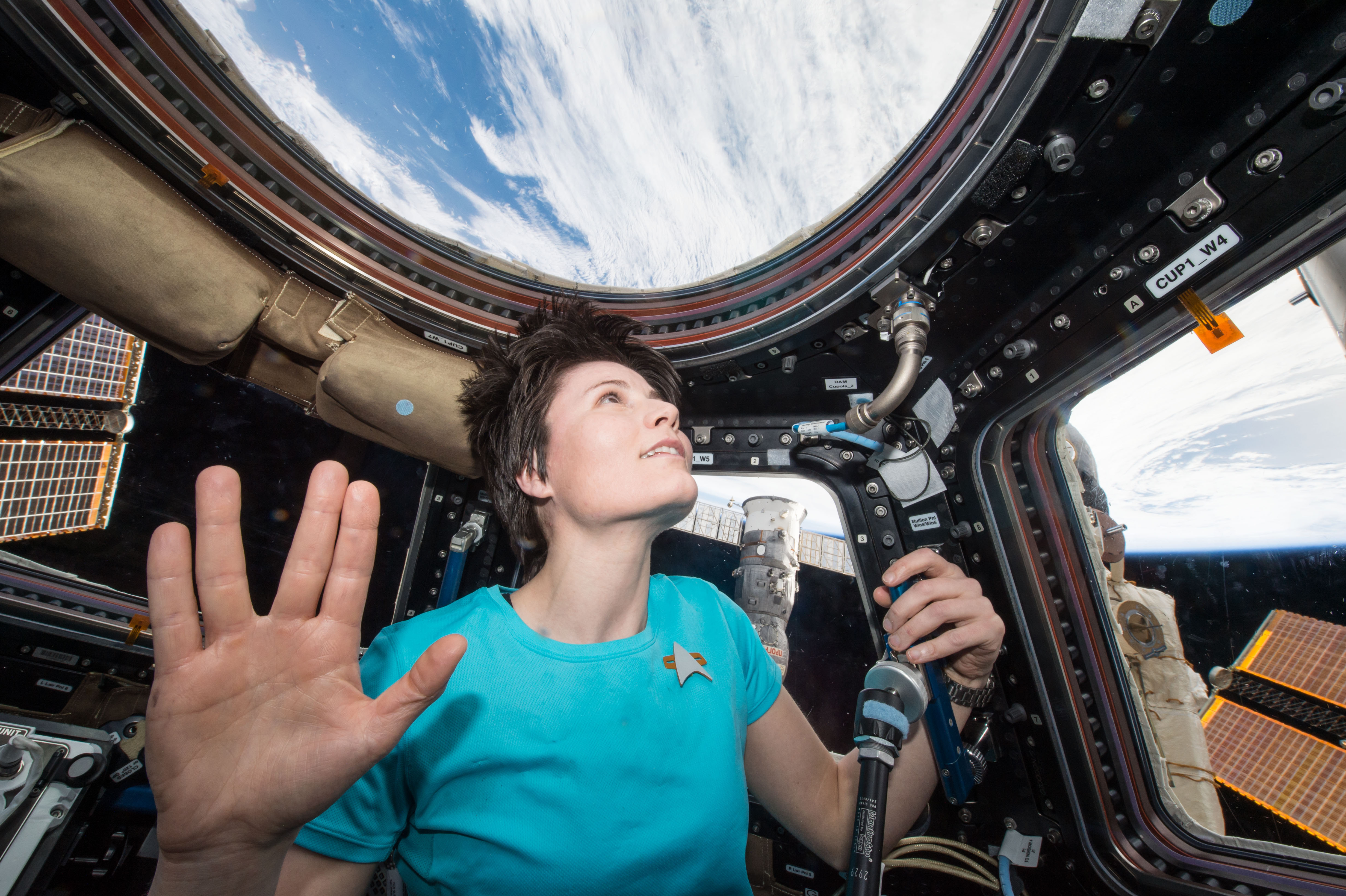
Az ESA űrhajósának, Samantha Cristoforetti-nak, 2015. február 28-án egy utolsó üdvözlettel tweetelték ezt a képet Leonard Nimoy-nak.
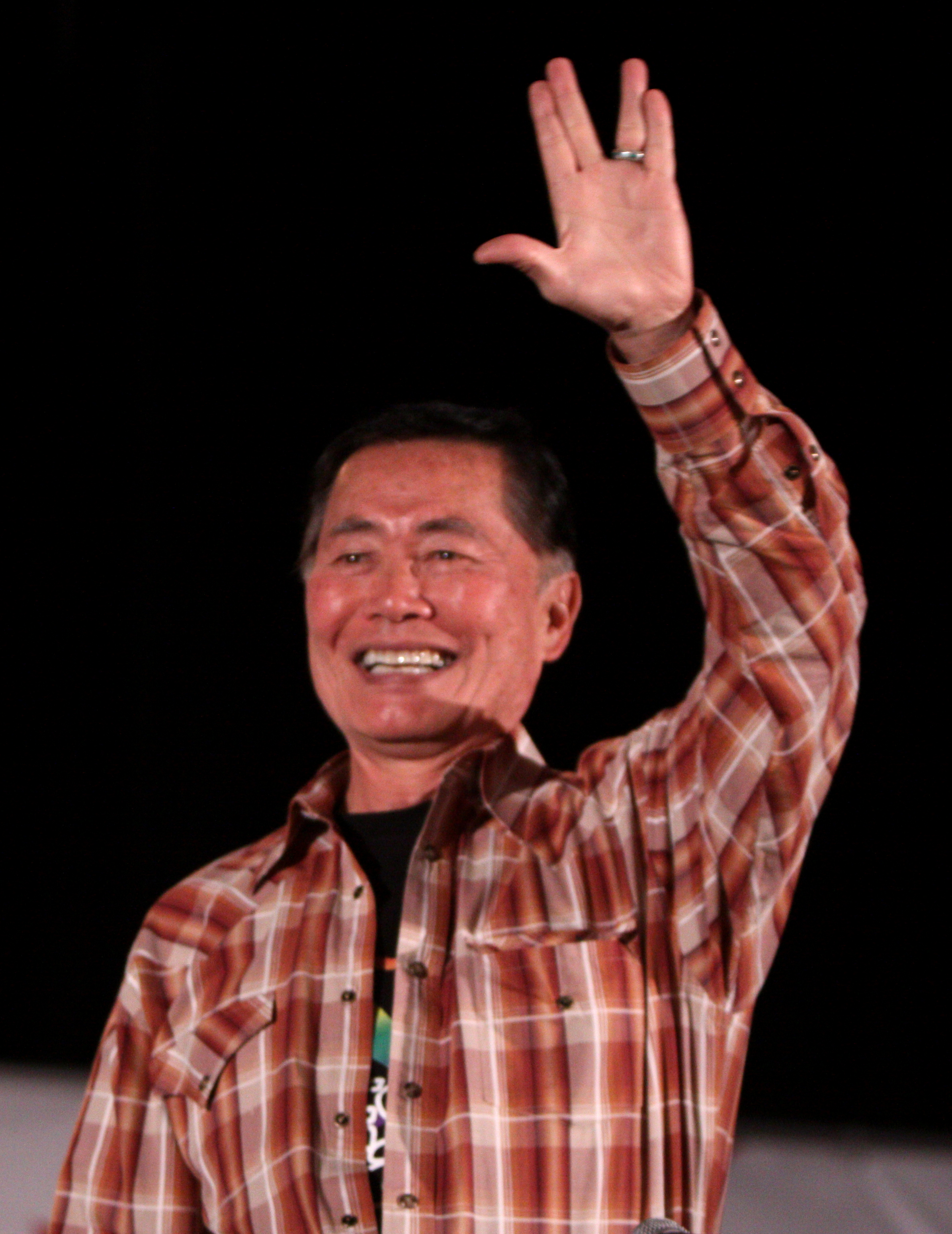
George Takei, Nimoy kollégája, aki a Star Trek karakterét, az eredeti sorozatban Hikaru Sulu-t ábrázolta, 2011-ben tiszteleg a egy rendezvényen.
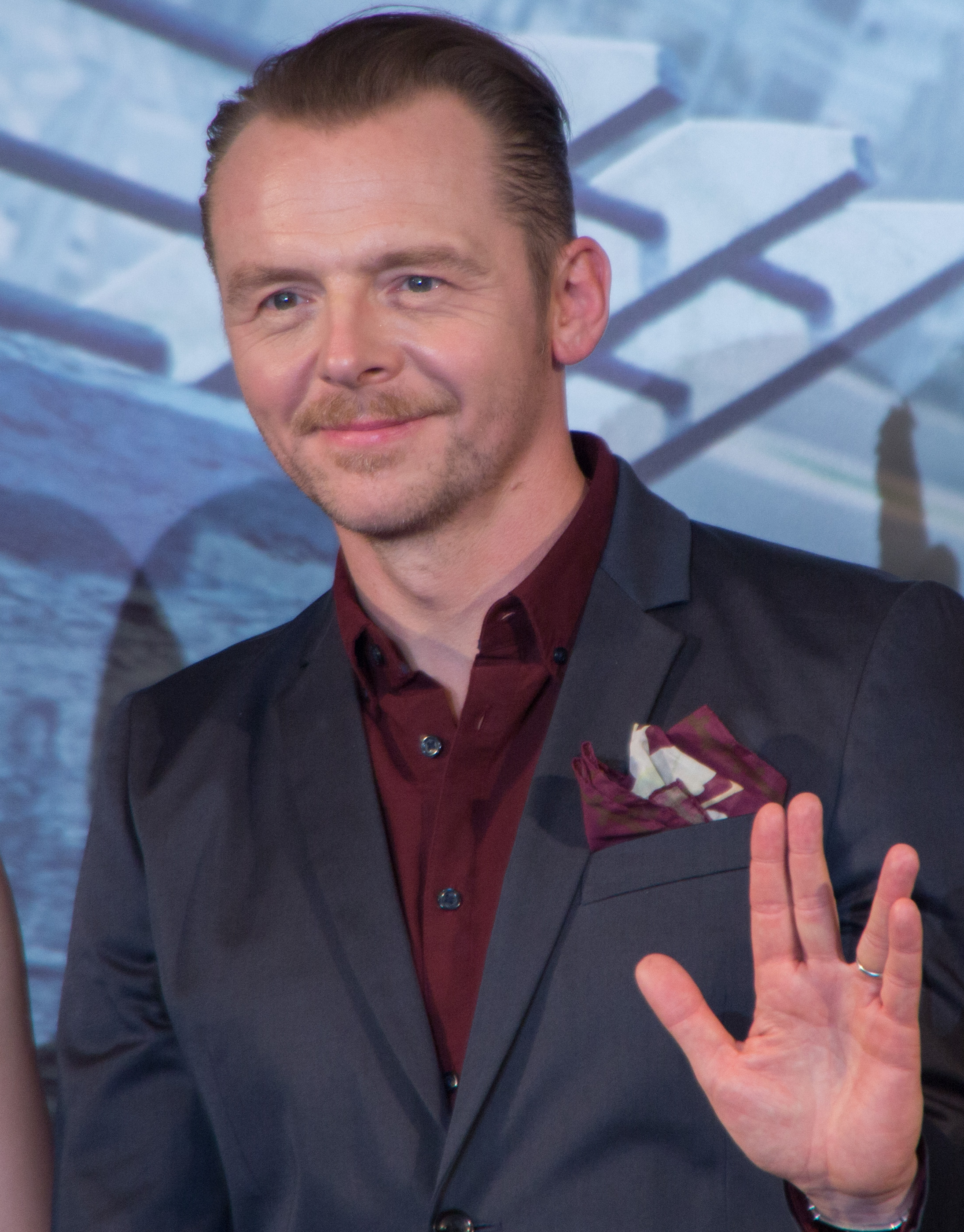
A Star Trek színész és író, Simon Pegg Vulcan köszöntést mutat be 2016-ban.

## Fordítás
- Ez a szócikk részben vagy egészben  a   Vulcan salute című angol Wikipédia-szócikk ezen változatának fordításán alapul.  Az eredeti cikk szerkesztőit annak laptörténete sorolja fel. Ez a jelzés csupán a megfogalmazás eredetét és a szerzői jogokat jelzi, nem szolgál a cikkben szereplő információk forrásmegjelöléseként.